# Duinmosmot
De duinmosmot (Lamoria zelleri) is een vlinder uit de familie van de snuitmotten (Pyralidae). De wetenschappelijke naam van deze soort is voor het eerst voorgesteld door Joseph de Joannis in een publicatie uit 1932. Hij vernoemde de soort naar de 19e-eeuwse entomoloog Philipp Christoph Zeller.
De soort komt in vrijwel geheel Europa voor met uitzondering van Ierland en IJsland. Verder komt de duinmosmot voor in Siberië, Kazachstan, Kirgizië en Iran. 
In Nederland is de duinmosmot voornamelijk bekend van de duinen en leeft de rups op Bleek dikkopmos (Brachythecium albicans).